# Limone (Chiello)
Limone è un singolo del cantante italiano Chiello, pubblicato il 26 aprile 2024 come primo estratto dal terzo album in studio Scarabocchi.

## Descrizione
Nel singolo l'artista riflette sul senso di vuoto, la mancanza o la difficoltà di comunicazione in una coppia, sottolineando come la distanza emotiva sia a volte più profonda e dura dell’assenza fisica: in questo stato, la repressione delle emozioni è una sorta di punizione verso sé stessi e induce una sofferenza che potrebbe essere evitata attraverso il confronto e la ricerca di una soluzione condivisa.

## Tracce
Testi di Rocco Modello, musiche di Domenico Venturo, Matteo Novi, Tommaso Sabatini, Fausto Cigarini.
1. Limone – 3:40